# Angélica (film)
Pour les articles homonymes, voir Angélica.
Pour plus de détails, voir Fiche technique et Distribution.
Angélica (ou La Rose de sang) est un film franco-italien de Jean Choux sorti en 1939.

## Fiche technique
- Titre : Angélica
- Titre italien : Rosa di sangue
- Réalisation : Jean Choux
- Scénario : Jean George Auriol (adaptation) et Maria Basaglia, d'après le roman de Pierre Benoit Les compagnons d'Ulysse
- Décors : Alfredo Manzi et Pierre Schild
- Musique : Jacques Ibert
- Montage : Eraldo Da Roma
- Production : Scalera Film
- Pays d'origine :  France -  Royaume d'Italie
- Format :  Noir et blanc - 1,37:1 - 35 mm - son mono
- Genre : Western
- Durée : 95 minutes
- Dates de sorties : 
  - Royaume d'Italie : 17 février 1939
  - France : 26 septembre 1940

## Distribution
- Viviane Romance : Angélica
- Georges Flamant : Dom Manrique Ruiz / Salvador
- Guillaume de Sax : Diaz
- Paul Amiot : Iramundi
- Raymond Galle : Ramirez
- Monique Thibaut : Manuela
- Regina Bianchi